# Striža
Striža (cyr. Стрижа) – wieś w Serbii, w okręgu pomorawskim, w gminie Paraćin. W 2011 roku liczyła 1880 mieszkańców.